# 今夜はシャンパリーノ
『今夜はシャンパリーノ』（こんやはシャンパリーノ）は、2007年7月30日から2008年2月4日まで、読売テレビの制作により、日本テレビ系列で放送されていたバラエティ番組である。放送時間は、毎週月曜21:00 - 21:54（JST）。

## 概要
前番組『芸恋リアル』をリニューアルした番組で、司会も『芸恋～』に引き続き島田紳助が務めた。タイトルにもなっているシャンパリーノとは、祝いにつきものであるシャンパンからの造語で、愛や趣味など自分の目標に向かって頑張る人々を応援するヒューマン・ドキュメント・バラエティで2つのコーナーを軸に番組を進行していた。
初回視聴率は5.3%（関東地区）との厳しいスタートとなった。
番組中では、島田紳助がゲストの大島美幸（森三中）に「大島、お前は全然使えん！もうお前みたいなのは使わん！ こんなの放送できるか！」と激怒して突然帰り、収録がお蔵入りになった等のエピソードもある。
2007年10月22日放送分からは後述の「ニュース・シャンパリーノ」を中心とした編成にリニューアルされ、「シャンパリーノ・ファミリー」も出演しなくなるなど、出演者も全員ゲスト制になった。しかし、リニューアルも結果的には功を奏せず、『アジア野球選手権2007北京五輪アジア地区予選・日本vs台湾』（テレビ朝日系列、一部系列局除く）が放送された12月3日放送分では、3.9%という低視聴率を記録するに至った。
結果的に番組改編期でもない2008年2月4日の放送をもって終了。本番組を最後に、途中時間枠を変更しつつ35年間にわたり続いた月曜夜の読売テレビ制作枠は幕を閉じた。なお、廃枠からしばらく経った同年3月31日より『情報ライブ ミヤネ屋』が日本テレビでもネットされるようになり、同時に14時台がネットセールス化されている。これは、極端な低視聴率に喘いでいた本枠を読売テレビから返上させて日本テレビでテコ入れしたいと同時に、日本テレビ制作でのテコ入れに失敗した平日午後の時間帯を補強をしたいという双方の思惑が一致したことが一因にあるためで、実質的に本枠は日本テレビ制作の『人生が変わる1分間の深イイ話』（この番組に紳助は続投し、2011年8月に芸能界を引退するまで出演）に切り替えたうえで、春改編を待って平日14時台へ移行した形になる。
なお本番組は2004年春の番組改編で前身の月曜22時から枠移動（日本テレビ制作の『スーパーテレビ情報最前線』と制作枠を交換）して以来、これまで読売テレビ制作月曜21時枠として放送されてきた3番組（いずれも紳助が司会）の中で、放送期間がもっとも短い番組であった（『キスだけじゃイヤッ!』で2年（深夜時代除く）、『芸恋リアル』で1年3カ月半、本番組で約6カ月半）。

## 主なコーナー
ラブ・シャンパリーノ
男女それぞれ異性に求める点が合致した男女が10人ずつ二泊三日のお見合い旅行に出発し、そこで誕生したそして様々な恋の瞬間を紳助をはじめとする出演者がウォッチングしていくもの。ゆえにフジテレビの『あいのり』や、かつて日本テレビで放送された深夜番組『恋愛部活』の形式に近い。
ドリーム・シャンパリーノ
「仕事」、「趣味」、「スポーツ」など、いろんなジャンルに強いこだわりをもって頑張っている人を応援するもの。彼らの驚異的な特技を紹介するのはもちろん、さらなる記録に挑戦する場を番組が設定する。
ニュース・シャンパリーノ
番組後期のコーナー。あるタレント（主にお笑い芸人）が「先生」となり、勉強してきたことをスタジオのゲストパネラーに披露し議論する。かつて読売テレビで放送されていた『紳助のサルでもわかるニュース』とほぼ同様の形式。金曜日収録。

## 出演者
司会
- 島田紳助

シャンパリーノ・ファミリー（※10月15日まで）
- ユンソナ
- YOU
- 眞鍋かをり
- 陣内智則

ナレーター
- 木村匡也
- 皆口裕子

## スタッフ
- 構成：倉本美津留 / 詩村博史
- 美術：箕田英二
- 美術進行：澁谷政史
- 照明：窪田和弘
- 技術：北條吉彦
- TD・SW：坂口拓磨
- CAM：森下直樹
- AUD：小野木晋
- SE：船富潤司、中谷誠
- MA：中澤哲矢
- ED：明石健二
- CG：岡田和之
- テロップ：井上ちひろ
- スタイリスト：波多野としこ
- 宣伝：仲島景子、丸谷忍
- 協力：テイクシステムズ、NiTRo、アックス、HIBINO、ハートス、MABU、サウンドエフェクト、マウス、東通AVセンター、映像企画、アッシュ、フリーフォームカンパニー
- APデスク：佐藤恭仁子
- AP：栄江真紀子、梅野麻末 / 栗林謙
- AD：永濱嘉浩、三宅佑治、桐本将光、須増宝代、東向美和、水田葉月
- ディレクター：藤田愛子、上野正樹、中田大介、松本洋平、河内大、砂川義忠、宮脇依里、京師直樹、抜居剛
- プロデューサー・演出：村上雅俊
- 制作協力：吉本興業 / プロデューサー：薮内美賀
- チーフプロデューサー：石橋徹也
- 制作著作：讀賣テレビ放送

過去のスタッフ
- 演出：西川義嗣
- チーフプロデューサー：梅田尚哉